# Галактичка пустоловина
Галактичка пустоловина (енгл. Galaxy Quest) је америчка научнофантастична комедија из 1999. године, режисера Дина Парисота, према сценарију који су написали Дејвид Хауард и Роберт Гордон. Главне улоге у филму тумаче Тим Ален, Сигорни Вивер, Алан Рикман, Тони Шалуб, Сем Роквел и Дарил Мичел. Филм представља пародију и омаж научнофантастичним филмовима и серијама, посебно Звезданим стазама и њиховим обожаваоцима, а радња прати глумце из измишљене култне телевизијске серије Галактичка пустоловина, које ванземаљци, верујући да је серија документарац, увлаче у прави међузвездани сукоб.
Филм је остварио умерен комерцијални успех и добио је позитивне рецензије критичара. Освојио је награду Хјуго за најбоље драмско остварење и награду Небјула за најбољи сценарио, а био је номинован за десет награда Сатурн, укључујући оне за најбољи научнофантастични филм, најбољу режију, најбољу глумицу (Сигорни Вивер) и најбољег споредног глумца (Алан Рикман); Тим Ален је победио у категорији за најбољег глумца.
Филм је стекао култни статус, посебно међу обожаваоцима Звезданих стаза, због своје духовите и топле пародије. Неколико глумаца и чланова екипе Звезданих стаза је похвалило филм. Године 2012. уврштен је на листу 100+ најсмешнијих филмова свих времена часописа Reader's Digest, а 2013. обожаваоци Звезданих стаза су га изгласали као седми најбољи филм о Звезданим стазама.

## Радња
Глумачка екипа научнофантасточно-авантуристичке серије Галактичка пустоловина из 1980-их редовно учествује на конвенцијама обожавалаца и појављује се на тривијалним промотивним догађајима. Док бивша звезда серије, Џејсон Несмит, ужива у пажњи коју добија, његове колеге — Гвен Демарко, Александер Дејн, Фред Кван и Томи Вебер — презиру га, као и тренутна стања својих каријера. На једној конвенцији, група која се представља као Термијанци обраћа се Џејсону за помоћ. Мислећи да га зову на још један промотивни наступ, он пристаје. Наредног јутра, када га покупе, мамурни Џејсон не схвата да су Термијанци прави ванземаљци који су га транспортовали на функционалну реплику брода из серије. Уверен да је на снимању, Џејсон се у улози капитена суочава са непријатељем Термијанаца, Сарисом, који тражи „Омега 13”, тајно супероружје непознатих могућности, поменуто у последњој епизоди серије, али никада приказано. Дајући површна наређења, Џејсон успева привремено да победи Сариса.
Након што га захвални Термијанци врате на Земљу, Џејсон схвата да је доживео нешто стварно и покушава то да докаже осталим члановима екипе. Када Термијанка Лалиари поново затражи помоћ, глумци му се придружују, као и ем-си конвенције, Гај, који је у једној епизоди Галактичке пустоловине био статиста. На свемирском броду, глумци сазнају да Термијанци немају појам о фикцији и да верују да су све епизоде серије истински „историјски документи”. Инспирисани авантурама посаде, засновали су цело своје друштво на врлинама које је серија промовисала.
Сарис се враћа и поново захтева уређај Омега 13. Напада брод, који једва успева да побегне кроз магнетно минско поље. Међутим, извор енергије брода, берилијумска сфера, озбиљно је оштећен. Они путују до оближње планете и узимају резервну сферу од дивљих, детињастих ванземаљаца-рудара. Џејсон остаје накратко иза осталих и брани се од каменог чудовишта док га посада не спасе. По повратку на брод, посада открива да је Сарис преузео контролу над њим. Након што Џејсон призна да су само глумци, Сарис га приморава да открије истину разочараном вођи Термијанаца, Матесару. Затим активира механизам за самоуништење брода и одлази на свој брод.
Џејсон и Гвен успевају да прекину процес самоуништења, пратећи инструкције од Брендона, вође групе обожавалаца Галактичке пустоловине на Земљи. У међувремену, Александер предводи устанак Термијанаца против Сарисових снага и преузима контролу над бродом. Са обновљеним самопоуздањем, посада изазива Сариса и намами његов брод у магнетно минско поље, где га уништава. Док се враћају на Земљу, Сарис, који је преживео уништење свог брода, изненада их напада на командном мосту и смртно рањава неколико чланова посаде. Џејсон активира Омега 13, што враћа све 13 секунди уназад и даје њему и Матесару прилику да ошамуте и разоружају Сариса пре него што их нападне.
Командни мост брода се одваја од главног дела и враћа људе на Земљу, док остатак брода носи Термијанце у међузвездани простор. Мост се сруши усред конвенције Галактичке пустоловине, а збуњени глумци излазе уз аплауз обожавалаца. Сарис се буди и упери пиштољ у глумце, али га Џејсон упуца и уништи. Публика мисли да је све део спектакуларних ефеката и одушевљено аплаудира, док глумци уживају у својој новостеченој слави.
Неко време касније, снимљен је наставак серије, Галактичка пустоловина: Путовање се наставља, у којој се глумци враћају својим улогама, а Гај и Лалиари им се придружују као нови чланови глумачке екипе.

## Улоге
| Глумац            | Улога                                        |
| ----------------- | -------------------------------------------- |
| Тим Ален          | Џејсон Несмит / командир Питер Квинси Тагарт |
| Сигорни Вивер     | Гвен Демарко / поручница Тони Медисон        |
| Алан Рикман       | Александер Дејн / др Лазарус                 |
| Тони Шалуб        | Фред Кван / наредник Чен                     |
| Сем Роквел        | Гај Флигман / члан посаде #6                 |
| Дарил Мичел       | Томи Вебер / поручник Ларедо                 |
| Корбин Блу (млад) | Томи Вебер / поручник Ларедо                 |
| Енрико Колантони  | Матесар                                      |
| Робин Сакс        | Рот’х’ар Сарис                               |
| Патрик Брин       | Квелек                                       |
| Миси Пајл         | Лалиари                                      |
| Џед Рис           | Теб                                          |
| Џастин Лонг       | Брендон                                      |
| Џереми Хауард     | Кајл                                         |
| Кејтлин Калам     | Кејтлин                                      |
| Џонатан Фејер     | Холистер                                     |
| Хајди Сведберг    | Брендонова мама                              |
| Вејн Пере         | Лејт                                         |
| Сем Лојд          | Неру                                         |
| Рејн Вилсон       | Ланк                                         |
| Џо Френк          | бродски компјутер (глас)                     |